# 兄弟情誼和團結

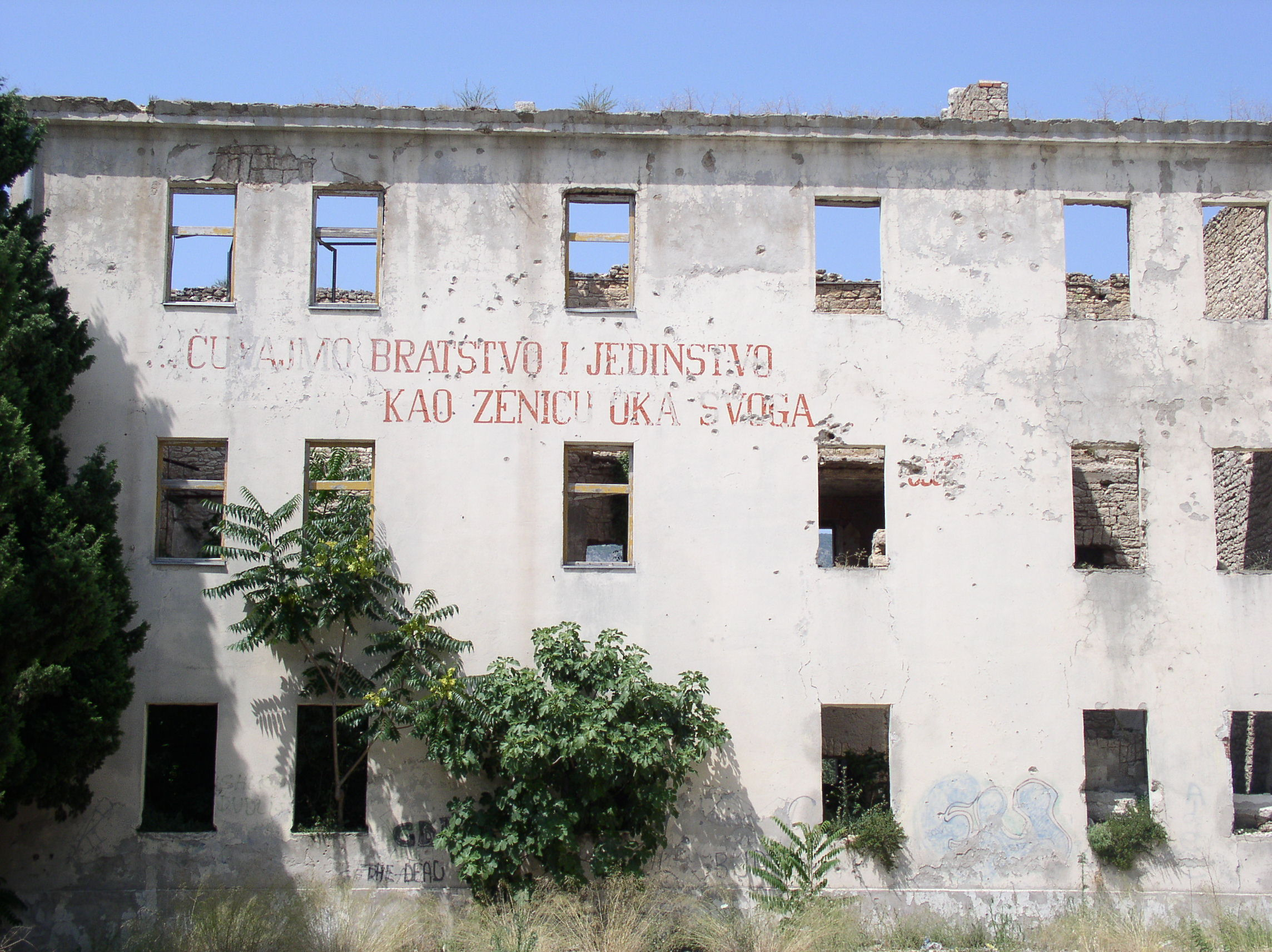
“让我们像呵护眼珠一样守护兄弟情谊和团结”——这是莫斯塔尔的一座在南斯拉夫內戰中被摧毁的建筑上的题词。

兄弟情谊和团结（羅馬化：bratstvo i jedinstvo）是一个产生于南斯拉夫人民解放戰爭的政治口号。在戰爭結束後，南斯拉夫联邦政府常提倡此口號，視其為民族政策的核心理念，呼籲各民族互相尊重、共體時艱。在斯洛維尼亞區，這個口號最初叫做「兄弟情谊與和平」（bratstvo in mir）。